# Ipomoea dichroa
Ipomoea dichroa är en vindeväxtart som först beskrevs av Roem. et Schult., och fick sitt nu gällande namn av Jacques Denys Denis Choisy. Ipomoea dichroa ingår i släktet praktvindor, och familjen vindeväxter. Inga underarter finns listade i Catalogue of Life.

## Bildgalleri

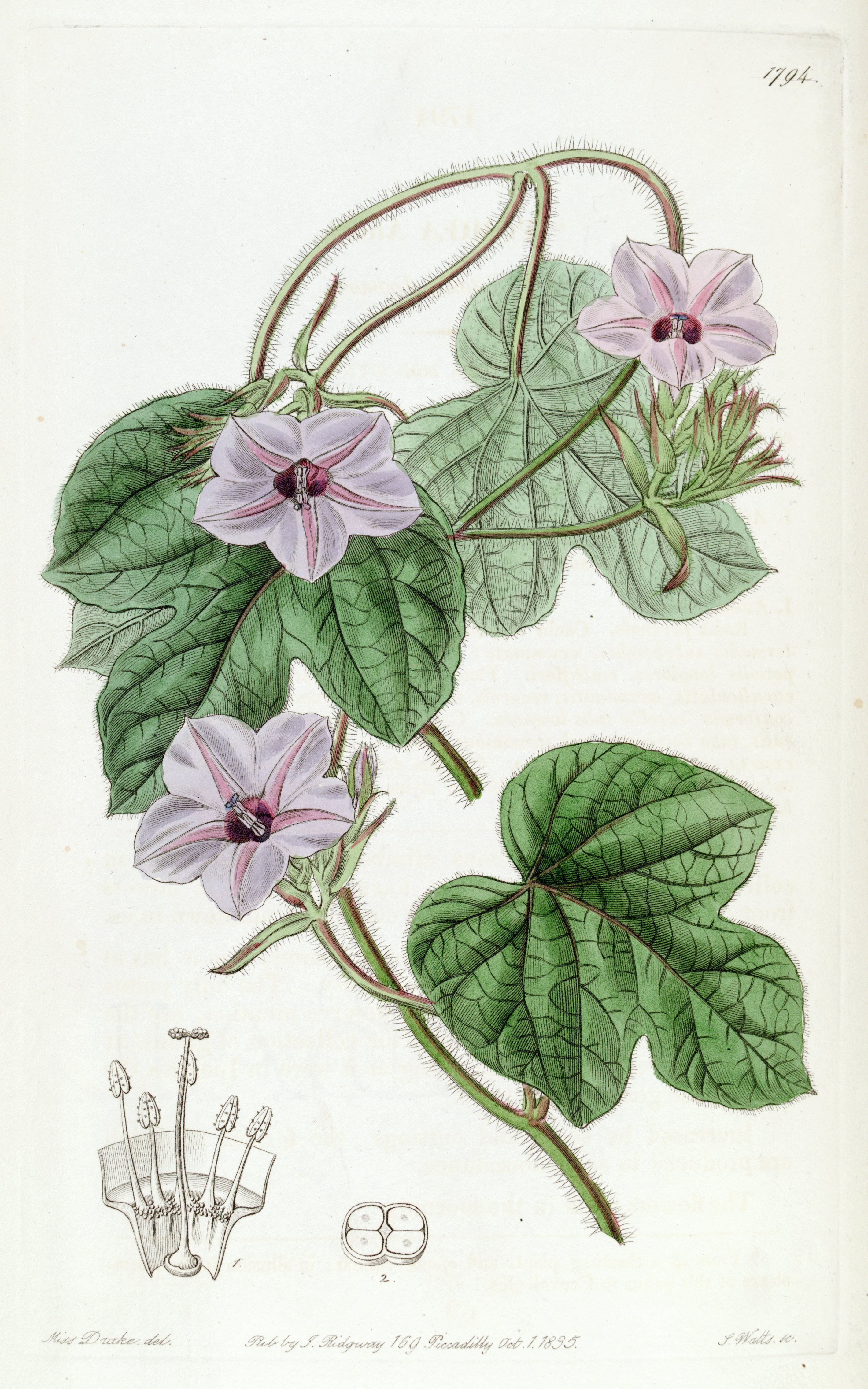